# 살짝 미쳐도 좋아
《살짝 미쳐도 좋아》는 SBS TV에서 방송되는 텔레비전 프로그램이며 2017년 10월 28일부터 2018년 6월 8일까지 방영되었다.

## 살짝 미쳐도 좋아 역사
《살짝 미쳐도 좋아》는 약칭은 살미도라고 부른다.

## 방송 시간
| 방송 채널 | 방송 기간                          | 방송 시간                   | 방송 분량 |
| --------- | ---------------------------------- | --------------------------- | --------- |
| SBS       | 2017년 10월 28일 ~ 2018년 5월 26일 | 매주 토요일 밤 12:25 ~ 1:35 | 70분      |
| SBS       | 2018년 6월 1일 ~ 2018년 6월 8일    | 매주 금요일 밤 12:25 ~ 1:35 | 70분      |

## 역대 MC

### 현재 MC
- 이상민
- 장희진

## 일부지역 자체방송
- JTV - 테마스페셜
- kbc - 닥터365,화첩기행
- TJB - 전국TOP10가요쇼
- ubc - 토크콘서트 화통
- JIBS - 재방송
- TBC - 고택음악회(월 1회)

G1,CJB,KNN은 자체방송 없이 살짝 미쳐도 좋아를 방송한다.